# Analverkehr

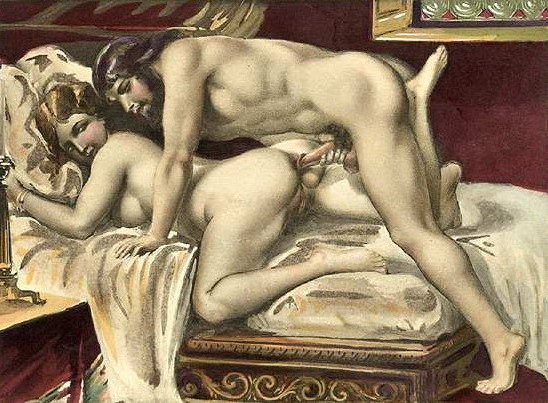
Analverkehr, Illustration von Paul Avril zu Les Sonnetts Luxurieux (1892)

Unter Analverkehr, auch Analsex, Analkoitus bzw. Coitus analis oder Coitus per anum (von lateinisch anus „After“) genannt, versteht man das Einführen des erigierten männlichen Penis (bzw. eines Strap-on) in den Anus des Sexualpartners. Anogenitaler Geschlechtsverkehr wird sowohl zwischen hetero- als auch homosexuellen Partnern praktiziert. Sowohl für den aktiven wie für den rezeptiven (bzw. passiven oder empfangenden) Partner kann Analverkehr lustvoll sein. Männer und Frauen können dabei zum Orgasmus kommen. Der Analverkehr erfordert unter Umständen vorbereitende Maßnahmen und ein im Vergleich zum Vaginalverkehr behutsameres Vorgehen.
In der europäischen Antike sowie in außereuropäischen Kulturen war der heterosexuelle Analverkehr eine gängige Sexualpraktik. Analverkehr unter Männern wurde besonders in Griechenland gesellschaftlich großenteils akzeptiert, in Bezug auf Männer in der Rolle des rezeptiven Partners teils als unehrenhaft angesehen. Im christlich-abendländischen Kulturkreis wurde der Analverkehr zwischen Mann und Frau lange tabuisiert. Statistiken zufolge hat gegenwärtig die Anzahl der Menschen, die Analverkehr praktizieren, im Vergleich zu früheren Jahren zugenommen. Unklar ist allerdings, ob den steigenden Zahlen eine durch Enttabuisierung des Analverkehrs bedingte offenere Auskunftsbereitschaft zugrunde liegt oder eine tatsächliche Erhöhung.
In der Tiermedizin bezeichnet man das versehentliche Einführen des Penis in den Mastdarm beim Deckakt als Verdecken.

## Durchführung

### Prinzip
Der Afterbereich (Rosette) ist bei vielen Menschen jeglichen Geschlechts eine erogene Zone, die mit vielen Nervenenden ausgestattet ist. Beim Mann in der rezeptiven Rolle erfolgt beim Analverkehr zusätzlich eine Reizung der sexuell empfindlichen Prostata, die einen Orgasmus auslösen kann. Bei der Frau können durch die anale Penetration auch das Scheidengewebe mit der G-Zone und der AFE-Zone stimuliert werden.
Als aktiver Partner wird diejenige Person bezeichnet, die ihren Penis (bzw. Strap-on) einführt (insertiver Analverkehr), als (ano)rezeptiv oder passiv, diejenige, bei der der Penis (bzw. Strap-on) eingeführt wird (rezeptiver Analverkehr). Diese Praktik setzt ein hohes Maß an Vertrauen voraus und wird von vielen Menschen als besonders intim empfunden. Aktiver Analverkehr gehört für viele Männer zu den lustvollsten Sexualpraktiken. Rezeptiver Analverkehr wird in vielen Fällen beim ersten Mal als unangenehm, jedoch mit wiederholter Durchführung zunehmend als lustvoll erlebt.

### Vorbereitung
Elementare Vorbereitung sollte die Defäkation bei dem zu penetrierenden Partner sein. Eine Spülung des Enddarms mit warmem Wasser ist nicht notwendig, aber eine Option, um sich sicher zu fühlen, dass er vollständig entleert ist.
Um von beiden Partnern als lustbringend erlebt zu werden, erfordert der Analverkehr für viele Menschen ein ausgiebiges Vorspiel in Form von Petting, Massieren des Perineums, Streicheln und Antippen der den Anus umgebenden Haut (Auslösung des Analreflexes), eventuell auch per Anilingus, sowie spezielle Vorbereitungen für das Eindringen. Der Gynäkologin Sheila de Liz zufolge kommt der schrittweisen Vorbereitung mit Finger oder Butt-Plug sowie ausreichend Gleitgel eine wesentliche Rolle zu:

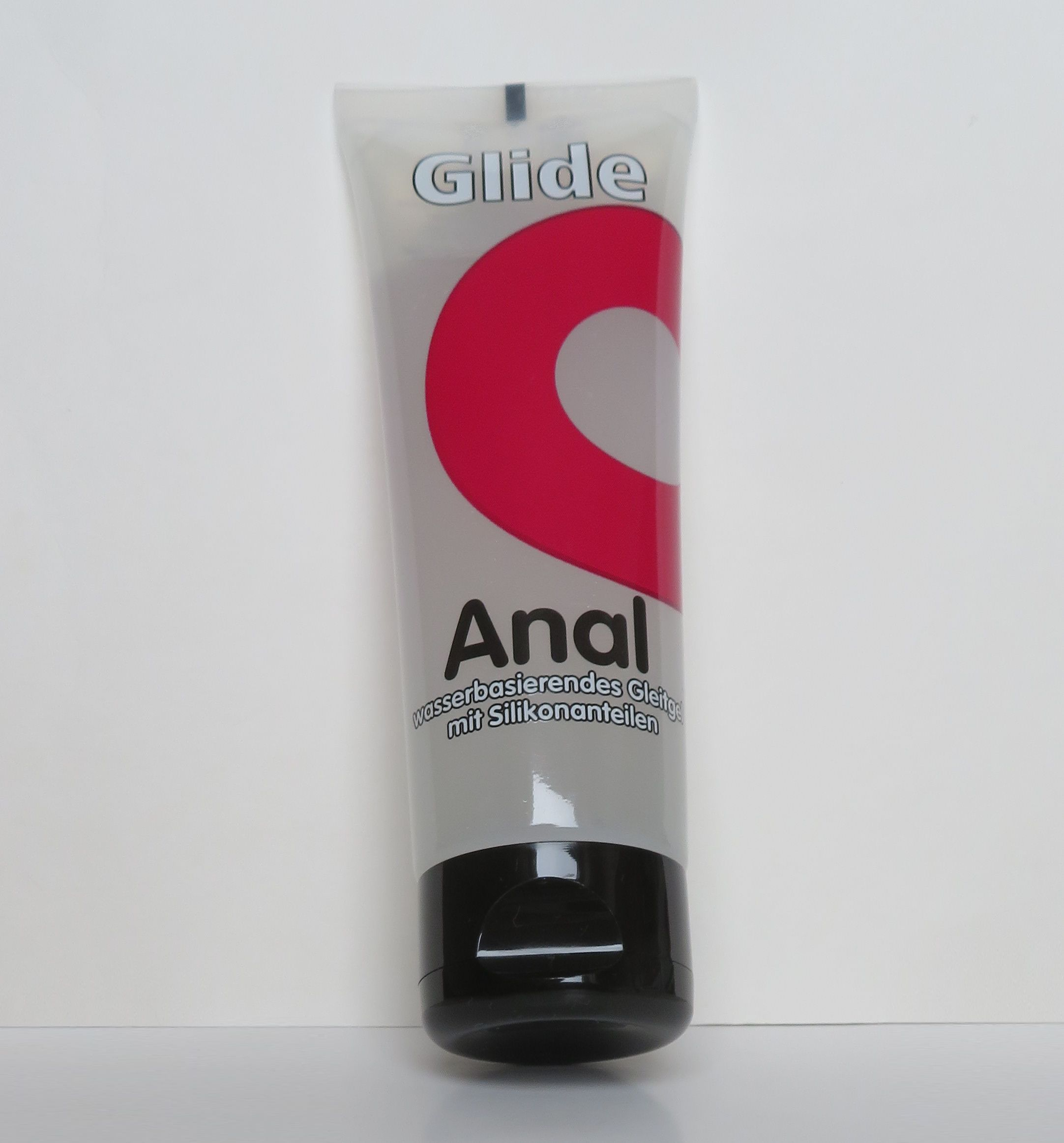
Die großzügige Verwendung von Gleitmittel erleichtert die Penetration.

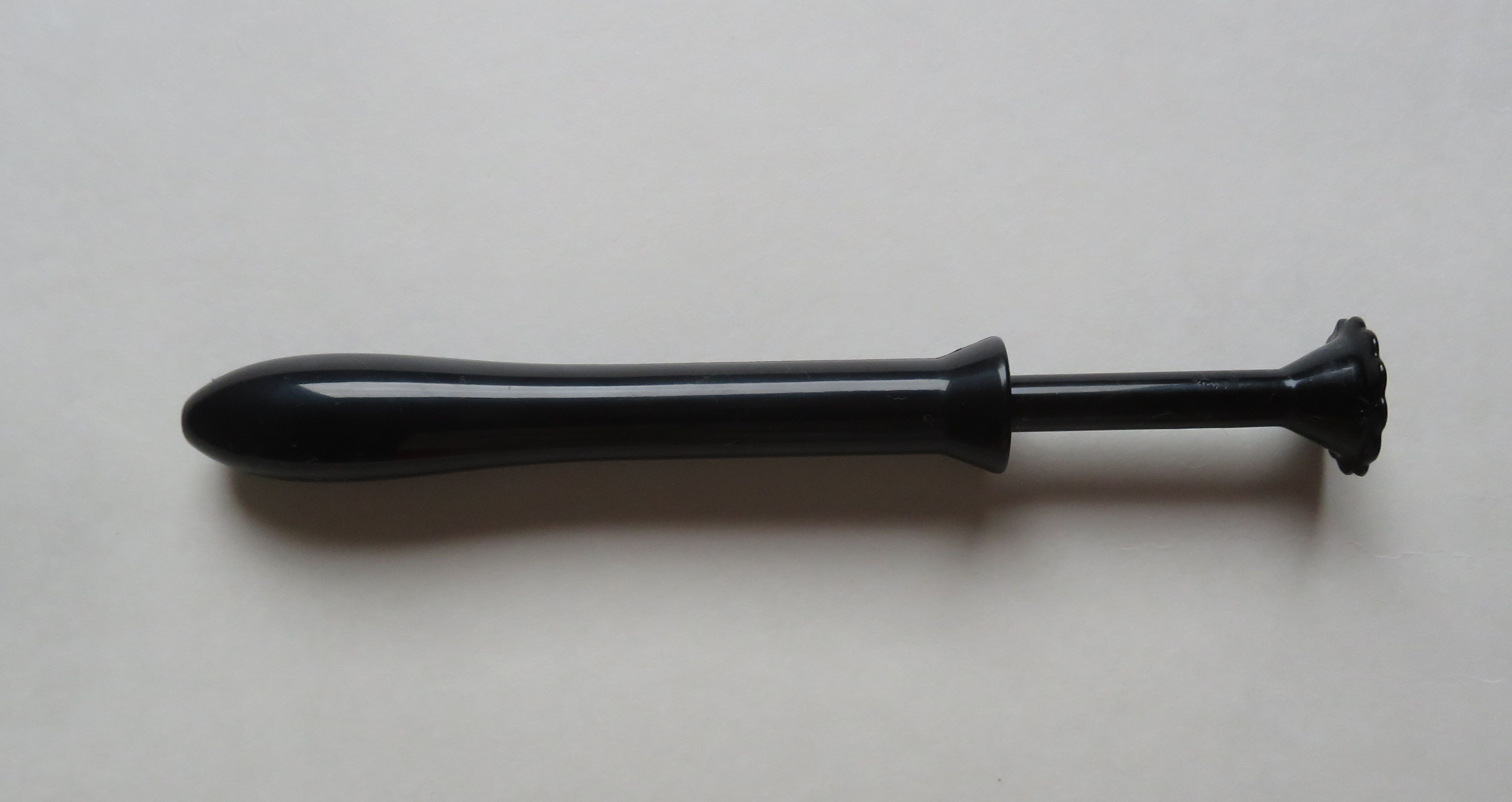
Applikator zum Einbringen des Gleitgels in den Enddarm.

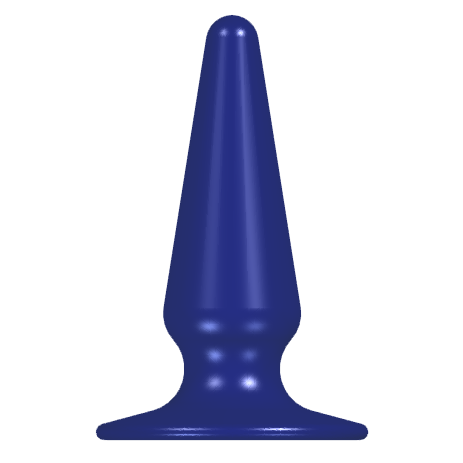
Ein Butt Plug kann durch seine Form über längere Zeit im Anus verbleiben und trägt zur Entspannung der Anusmuskulatur bei.

„Wichtig ist, dass ihr für alles Gleitgel benutzt und zwar sehr, sehr viel. Ihr könnt zum Dehnen des Schließmuskels einen Finger nehmen oder einen sogenannten Butt-Plug, den man im Sexshop kaufen kann. Sie sind in zwei Größen erhältlich. Kauft den kleinen, wenn ihr Analsex zum ersten Mal ausprobiert. Gebt dem Schließmuskel zwei bis fünf Minuten Zeit, um sich an den Fremdkörper zu gewöhnen und sich langsam zu dehnen. Wer mit den Fingern arbeitet, kann danach vorsichtig einen zweiten einführen.“

Als Vorbereitung ist eine langsame Dehnung des Anus mit den Fingern oder einem Butt Plug sehr wichtig. Durch die Vordehnung kann eine Entspannung des Schließmuskels erreicht oder gefördert werden. Lou Paget empfiehlt, den Analbereich gut mit Gleitgel zu erwärmen und erst mit einem Finger für eine Minute, dann mit zwei Fingern für zwei Minuten zu dehnen. Butt-Plugs können auch vorher über einige Stunden getragen werden.
Ein vorbereitend eindringender Finger kann mit einem Einmalhandschuh sauber gehalten werden und der Handschuh hier mit dem Gleitmittel besonders gleitfähig gemacht werden. Die Verwendung eines Kondoms für die penile Penetration wird in der Sexualhygiene empfohlen; dabei sollte ein Gleitmittel auf Wasser- oder Silikon-Basis benutzt werden, da fetthaltige Gleitmittel wie Öl und Vaseline das Kondom-Material angreifen und daher ungeeignet sind.

### Stimulation und Erregung
Für den aktiven Partner bedeutet die anale Penetration mit dem Penis aufgrund der engen und potenziell muskulösen Körperöffnung eine besonders intensive mechanische Stimulation am Penis. Der Penis wird von den Schließmuskeln des Anus im Vergleich zur Vagina fester umschlossen. Viele Männer finden das Enge-Gefühl durch das Umspannen und die starke Reibung besonders erregend.
Der Anus selbst stellt eine erogene Zone dar, so dass anale Stimulation unabhängig vom Geschlecht als lustvoll erlebt werden kann. Zahlreiche Nervenenden finden sich rund um den äußeren Schließmuskel sowie im Anus. Beim Analverkehr können bei der Frau die posterioren Wände der Vagina durch Druck und Bewegung stimuliert werden. Generell fördert die Aktivierung der Beckenbodenmuskulatur mit dem PC-Muskel angenehme sexuelle Empfindungen und eine Erregungssteigerung bis zum Orgasmus.
Für einige Frauen ist durch rein anale Stimulation ein Orgasmus möglich. Viele benötigen jedoch für einen Orgasmus neben dem Analverkehr zusätzliche genitale Stimulation. Die Kombination von Analverkehr mit manueller Stimulation der Klitoris wird oftmals als besonders lustvoll beschrieben.
Laut Men’s Health soll eine Erhebung von US-Forschern vom Center of Sexual Health Promotion in einer Studie mit fast 6000 Frauen ergeben haben, dass mehr Frauen einen Orgasmus beim Analverkehr erlangen als bei anderen Formen sexueller Stimulation. Diese Aussage stimmt allerdings nicht mit den Ergebnissen des Center for Positive Sexuality überein, wonach nach Befragung nur 25 % der heterosexuellen Probandinnen angaben, beim Analverkehr einen Orgasmus gehabt zu haben, und in einer darin zitierten Studie von Fahs et al. (2015) nur 13 % angaben, ihre bisherigen Analsex-Erfahrungen genossen zu haben.
Für Männer ist die rezeptive Rolle zusätzlich genussvoll, da ihre Prostata massiert wird und sich das innere Ende des mittleren Penisschwellkörpers oberhalb des Perineums nahe am Anus befindet. Die Lustempfindung und der mögliche intensive Orgasmus für den Mann ist dabei ähnlich bedingt wie bei Frauen bei der vaginalen Penetration, wobei anstelle der Stimulation der weiblichen G-Zone eine Stimulation der Prostata als männlicher Entsprechung zur G-Zone erfolgt. Bei Männern wird empfangender Analsex zwar teilweise noch mit Homosexualität in Verbindung gebracht, es gibt ihn jedoch auch als manuelle Prostatamassage und in Form von Pegging beim Sex mit weiblichen Partnern.

### Stellungen

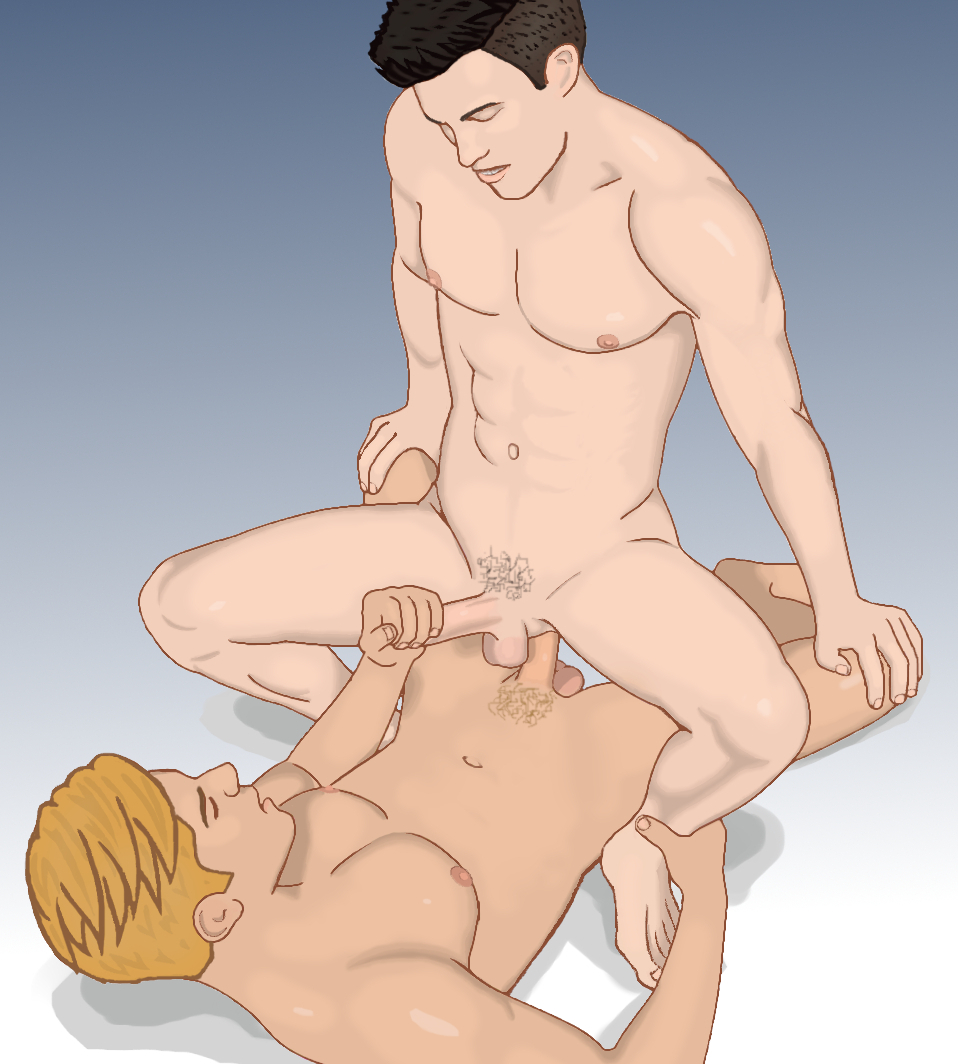
Reitstellung

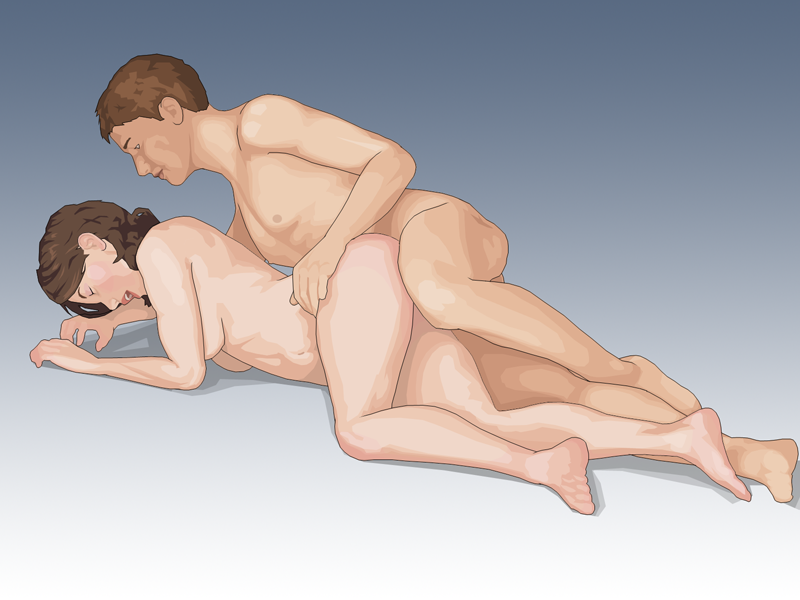
Sog. Löffelchen-Position

Die Position kann so gewählt werden, dass auch der rezeptive (empfangende) Partner Kontrolle ausübt. Das heißt, er kann Tiefe und Rhythmus der Penetration mitbestimmen oder sogar vorgeben. Günstig ist eine Stellung, in der der rezeptive Partner die Geschwindigkeit und die Tiefe der Penetration selbst bestimmen kann. Der Penis (bzw. Strap-on) sollte langsam, mit Phasen des Stillstands zur weiteren Entspannung, eindringen. Bei behutsamem Eindringen und reichlicher Verwendung von Gleitmittel ist Analverkehr unter günstigen Voraussetzungen schmerzfrei. Aufgrund von individuellen Unterschieden im Körperbau kann er jedoch auch trotz guter Vorbereitung und Übung für manche Menschen auf Dauer schmerzhaft sein. In diesem Fall sind andere Sexualpraktiken vorzuziehen.
Übliche Stellungen sind die Reiterstellung, wo der Empfangende die meiste Kontrolle hat, und die A-tergo-Stellung. Die Löffelchenstellung bietet den Vorteil, dass die Muskeln hierbei besonders entspannt sind.

### Mögliche Probleme und Komplikationen

#### Sexuell übertragbare Krankheiten
Wenn bestimmte Keime aus dem Enddarm der Frau oder des Mannes mit der Hand, mit dem Penis  oder einem Strap-on (Bzw. Sextoy) in die Vulva oder in die Vagina gebracht werden, können sie eine bakterielle Vaginose hervorrufen. Zur Vorbeugung dient besondere Sexualhygiene, um solche Übertragungen zu vermeiden.
Wie auch bei anderen Sexualpraktiken besteht bei ungeschütztem Verkehr das Risiko, sich mit einer sexuell übertragbaren Erkrankung anzustecken, insbesondere mit HIV, Hepatitis B oder Hepatitis C. Beim Verkehr mit Personen mit positivem oder unklarem HIV-Status sollte ein Kondom verwendet werden; eine erhöhte Sicherheit können spezielle, extra-stabile Präservative bieten, die eine höhere Elastizität und eine dickere Wandstärke aufweisen.
Die Verwendung von Gleitmitteln reduziert das Verletzungsrisiko deutlich. Das Humane Papillomvirus (HPV) steht im Verdacht, eine der Ursache des Analkarzinoms zu sein. Hierbei gilt Analverkehr ohne Kondome als risikobehafteter, da die Gefahr von Mikroverletzungen höher eingestuft wird als bei anderen Sexualpraktiken.

#### Hygiene
Bedenken bezüglich der Hygiene beziehen sich meistens auf im Enddarm befindliche Fäkalreste. Die Angst, beim Sex mit Kot in Kontakt zu kommen, ist jedoch größtenteils unbegründet. Nach der Defäkation verbleibt kaum Stuhl im Enddarm. Anus und Enddarm stellen Durchgangskanäle dar und sind nur unmittelbar vor und während der Defäkation mit Kot gefüllt. Dennoch kann es sein, dass der Penis (bzw. Strap-on) mit kleinen Mengen Kot in Berührung kommt. Sollten diesbezüglich Bedenken bestehen, kann ein Kondom ihn sauber halten. Eine vorbereitende Spülung gibt Sicherheit; sie sollte aber nicht unmittelbar vorher, sondern mindestens eine Stunde früher erfolgen, damit das Wasser genügend Zeit hat, den Darm vollständig zu verlassen.
Falls eine Frau mit Kondom anal penetriert wurde und der Penis danach in die Vagina eingeführt werden soll, muss das Kondom abgezogen werden. Der Aktive Partner sollte seinen Penis  (bzw. Strap-on)  und der Passive Partner den  Analbereich gründlich waschen. Ohne diese Maßnahmen können Bakterien aus dem Darm eine bakterielle Vaginose oder einen Harnwegsinfekt auslösen.

#### Schmerzen
Es ist nicht ungewöhnlich, dass Analverkehr für den rezeptiven Partner anfangs unangenehm ist. Eine US-amerikanische Studie von 2015 ergab, dass rund 72 % der Frauen und 15 % der Männer über Schmerzen beim Analverkehr berichteten, wobei der Prozentsatz der Frauen mit mäßigen oder starken Schmerzen am größten war, und dass ein großer Teil der Amerikaner über ihre Schmerzen beim Sex nicht mit dem Partner spricht.
Verschiedene Faktoren können dazu beitragen, dass beim Analsex Schmerzen auftreten.
Schon bestehendes Wundsein am Anus wird durch die anale Penetration verstärkt, wobei Schmerzen spürbar werden. Bei einer schon vorhandenen oder durch die anale Penetration verursachten Analfissur entstehen heftige Schmerzen. Bei schon vorhandenen Hämorrhoiden können Schmerzen ausgelöst werden. In einer Studie zur Analpathologie von mit HIV infizierten Patienten wurde bei 208 von 473 mindestens eine makroskopische anale Verletzung festgestellt, 50 hatten Analfissuren und 44 hatten andere anale Verletzungen. Auch bei kleinen Verletzungen können beim Analverkehr Schmerzen auftreten. Vermeidbare Ursachen sind mangelnde sehr langsame Vordehnung, zu schnelles Eindringen des Penis, unzureichende Lubrikation (Gleitgel) und eine ungünstige Stellung. Psychische Bedingungen wie fehlende Intimität oder bei einem Partner fehlende Bereitschaft, Vernachlässigung des erforderlichen Vorspiels oder die Erwartungshaltung, dass „Schmerz unvermeidbar“ sei, sowie die „Hervorhebung der Bedeutung des Ereignisses“ können zur Verkrampfung des Schließmuskels und dadurch zu Schmerzen führen.
Wenn keines dieser Probleme vorliegt, von denen jedes eine Kontraindikation gegen Analverkehr darstellt, sollte schmerzfreier Analsex möglich sein. Für dennoch auftretende Schmerzen gibt es Auslöser, die sich durch angemessene Handhabung des Vorgangs vermeiden lassen.
Eine Kinsey-Studie kommt zum Ergebnis, dass Viele anfangs einen gewissen Schmerz verspüren:

„Fast 70 Prozent der Frauen aus der Kinsey-Studie berichten von Schmerzen beim ersten Analsex. Aufgrund schlechter Erfahrungen scheuen viele Frauen einen zweiten Anlauf […] mit der richtigen Grundeinstellung, Vorbereitung und Technik verursacht die anale Penetration aber in der Regel keine Schmerzen.“

Schmerzhafte Empfindungen für den rezeptiven Partner sind jedoch auch bei entsprechender Vorbereitung bei vielen Paaren nicht vollständig vermeidbar, werden aber oft als initiales Phänomen, d. h. direkt anfangs nach dem Eindringen des Penis, empfunden, welches im Verlauf einem Lustempfinden weicht.

#### Sonstige Gesundheitsrisiken
Verschiedene Praktiken, die mit der analen Sexualität verbunden sind, bergen das Potenzial für medizinische Komplikationen in sich. Dazu gehören anale Masturbation, Einläufe, sexuell bedingte anorektale Erkrankungen und die Gefahren von ungeeigneten Fremdkörpern, die in den Enddarm eingeführt werden.
Durch Verletzungen kann eine sekundäre Proktitis (Entzündung des Mastdarms) entstehen. Durch Analverkehr verursachte Analfissuren sind ebenfalls ein relevantes Risiko.
Häufig wird gesagt, dass Analverkehr zur Erschlaffung des Schließmuskels führen kann. Bezüglich des Ruhetonus, der Grundspannung des Analkanals, wurde nach einer Studie eine Verminderung der Spannung verzeichnet. Einige Mediziner vermuten, dass die Herabsetzung des Ruhetonus bei den an der Studie teilnehmenden Probanden durch das Erlernen der Entspannung des Schließmuskels bedingt ist.
Die National Health and Nutrition Examination Survey analysierte die Daten von 6.150 Erwachsenen auf einen möglichen Zusammenhang von Analsex und Stuhlinkontinenz. Insgesamt füllten 4.170 Erwachsene im Alter von 20 bis 69 Jahren (2.070 Frauen und 2.100 Männer) Fragebögen aus. Rezeptiver Analverkehr war bei Frauen (37,3 %) häufiger als bei Männern (4,5 %). Die Rate der Stuhlinkontinenz war bei Frauen (9,9 vs. 7,4 %) und Männern (11,6 vs. 5,3 %), die über Analverkehr berichteten, höher als bei denen, die keinen hatten. Nach multivariabler Adjustierung für andere mit Stuhlinkontinenz assoziierte Faktoren blieb Analverkehr ein Prädiktor für Stuhlinkontinenz bei Frauen (POR: 1,5; 95 % Konfidenzintervall (CI): 1,0-2,0) und Männern (POR: 2,8; 95 % CI: 1,6-5,0). Die Studie wurde in der Medical News Today kritisiert mit der Begründung, andere Faktoren, die zur Entstehung von Stuhlinkontinenz führen, seien nicht berücksichtigt worden, obgleich eine multivariable Adjustierung für andere mit Stuhlinkontinenz assoziierte Faktoren durchgeführt wurde.
Von einem Teil der Mediziner wird angenommen, dass Analverkehr zu einer Erhöhung des Risikos für einen Rektumprolaps beitragen kann. In einer Studie von 2005 zeigte sich keine Evidenz für eine erhöhte Häufigkeit des Auftretens.
In einer Studie von 2015 berichteten Frauen teilweise, dass Schmerzen während des Analverkehrs durch Verwendung von illegalen Drogen gemildert wurden.

Bei anhaltenden Problemen sollte die Ausübung des Analverkehrs pausiert und gegebenenfalls ein Arzt aufgesucht werden. Das McKinley Health Center der Universität Illinois gibt die Empfehlung: 

„Wenn Sie Schmerzen, wunde Stellen, Ausfluss oder Klumpen am oder im Anus bemerken, sollten Sie so schnell wie möglich mit einem Arzt oder einer Ärztin einen Termin vereinbaren.“

 Zuständig sind die Fachärzte für Proktologie.

#### Empfängnisverhütung
Obwohl durch Analsex selbst keine Schwangerschaft ausgelöst werden kann, ist es möglich, dass bei Analsex ohne Kondom aus dem Anus herausfließendes Sperma in die Vagina gelangt, wodurch es zur Empfängnis kommen kann.

## Soziokulturelle Aspekte

### Geschichtlicher Überblick

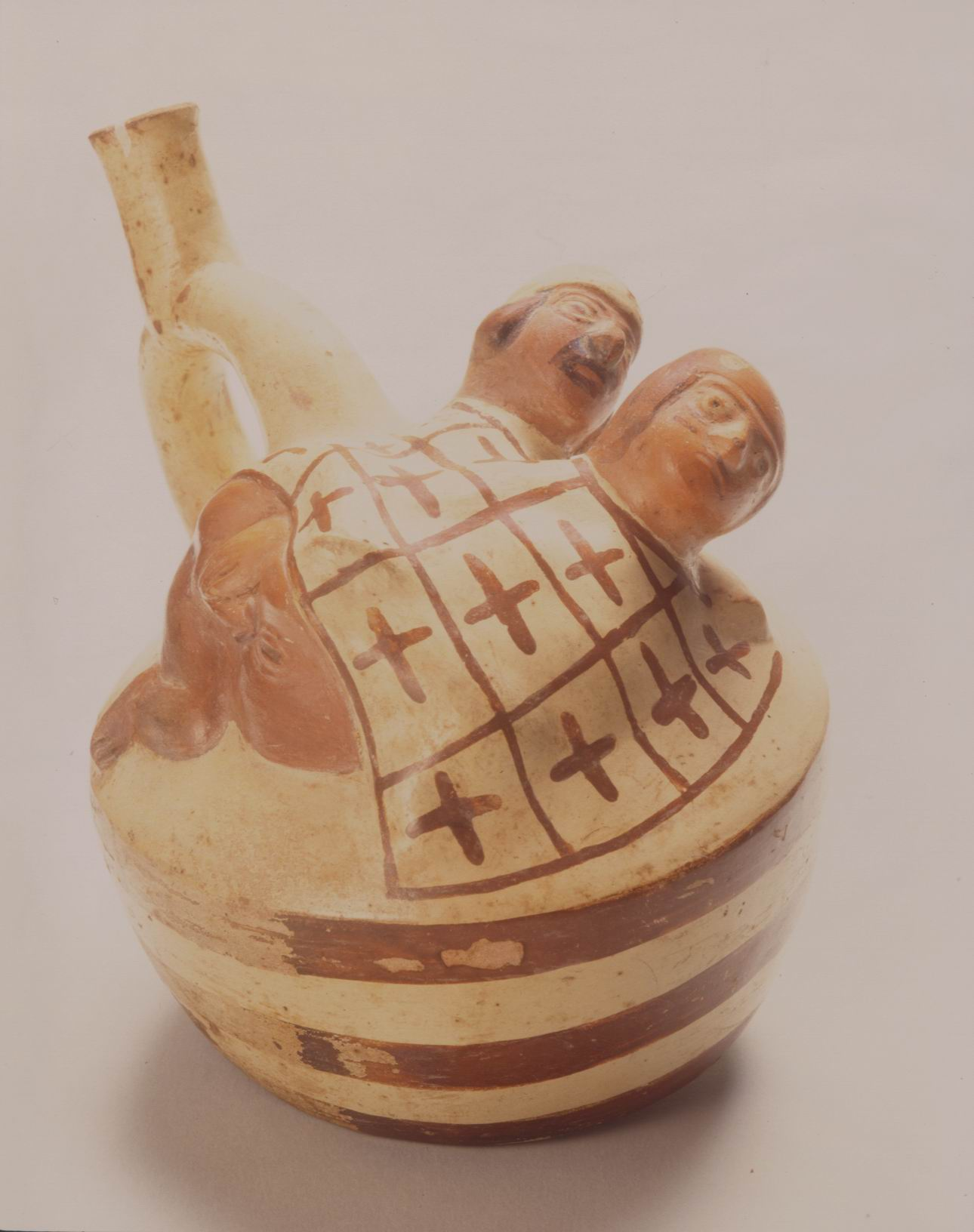
Darstellung des Analverkehrs in einer getöpferten Figur der Mochica

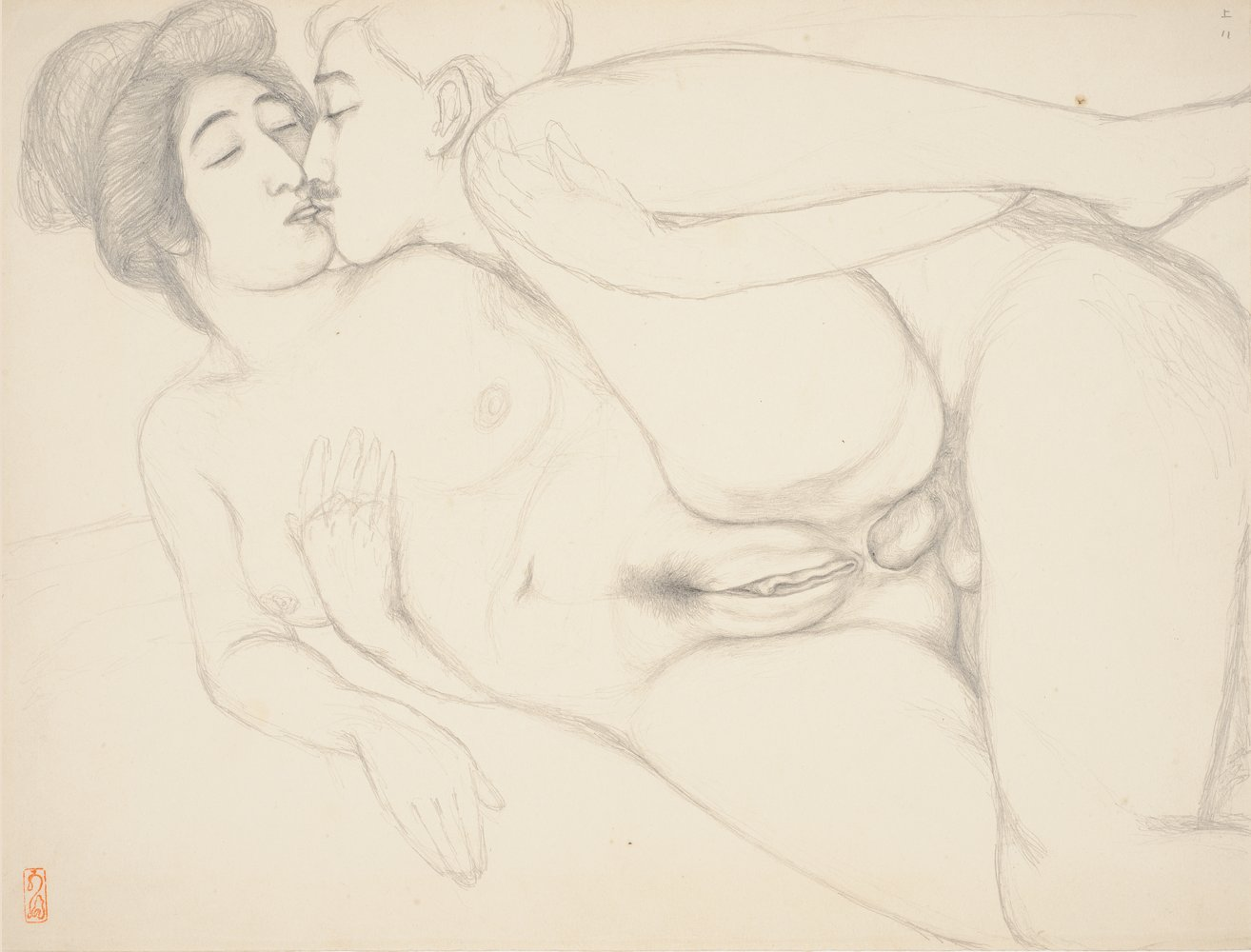
Shunga-Zeichnung des japanischen Künstlers Hashiguchi Goyō (ca. 1920 im Honolulu Museum of Art)

Analverkehr ist in historischen Quellen seit der Antike und auch über viele Kulturen hinweg dokumentiert. Darstellungen von heterosexuellem Analverkehr finden sich beispielsweise in Kunst und Artefakten aus der Antike. Aufzeichnungen zeigen, dass (heterosexueller) Analverkehr im alten Mesopotamien als normale und nicht tabuisierte Form der Sexualität angesehen wurde. Es sind sogar konkrete praktische Ratschläge in mythologischer Form überliefert, wie beispielsweise der Hinweis, dass direkt nach dem Analverkehr der Penis nicht in die Vagina eingeführt werden sollte.
In einigen präkolumbischen Ethnien wie der Mochica-Kultur war er vermutlich die häufigste Form des Geschlechtsverkehrs zwischen Mann und Frau. Peruanische Keramikfiguren der Mochica aus der Zeit um ca. 300 n. Chr. sind einige der frühesten und anschaulichsten Beispiele für solche Darstellungen. Eine Untersuchung von Mochica-Darstellungen ergab, dass 31 % heterosexuellen Analverkehr darstellten, deutlich mehr als jeden anderen sexuellen Akt. Die heutige anthropologische Forschung geht davon aus, dass die Mochica in ihrer alltäglichen Sexualität zum Zweck von Intimität und Lustgewinn überwiegend Analverkehr praktizierten, wohingegen Vaginalverkehr vor allem der Fortpflanzung diente.
Chinesische und japanische Shunga, Holzschnitte und gemalte oder gezeichnete Handrollen, die ab dem 16. Jahrhundert Verbreitung fanden, sowie die französische erotische Fotografie und Lithografie des späten 19. und frühen 20. Jahrhunderts umfassen zahlreiche Darstellungen des Analverkehrs.

### Verbreitung in der Bevölkerung
Ob heutzutage tatsächlich mehr Analverkehr praktiziert wird oder lediglich die Bereitschaft gestiegen ist, dies auch in Umfragen anzugeben und darüber zu sprechen, ist nicht vollständig geklärt. Nicht zuletzt die zunehmende Offenheit und Präsenz sexueller Themen in den Medien deuten auf eine Enttabuisierung hin, welche die Auskunftsbereitschaft zu dem Thema erhöht. So kommt eine diskursanalytische Untersuchung aus dem Jahr 2020 durch Maria João Faustino, Psychologin an der University of Auckland, zu der Einschätzung, dass eine Normalisierung in der gesellschaftlichen Wertung des Analverkehrs hin zu einer gewöhnlichen Sexualpraktik stattgefunden hat, die mit bestimmten Erwartungshaltungen einhergeht:

“For hetero women of my generation, admitting you haven’t tried anal is so rare that oftentimes, it’s easy to feel like it’s tantamount to saying you’re a prude who hates sex. (…) A generation or so ago, admitting you’d never had anal sex before would be far less shocking than admitting the reverse. But we’ve reached the point in our culture where if you’re a sexually active hetero woman, butt sex is now considered a de rigeur staple of your sexual repertoire.”

„Für Hetero-Frauen meiner Generation ist zuzugeben, dass man es nicht anal probiert hat, so selten, dass es oft einfach ist, das Gefühl zu haben, als sei es gleichbedeutend damit, zu sagen, man sei eine Prüde, die Sex hasst. […] Vor einer Generation oder so wäre es weit weniger schockierend, zuzugeben, dass man noch nie Analsex hatte, als das Gegenteil zuzugeben. Aber wir haben in unserer Kultur den Punkt erreicht, an dem, wenn man eine sexuell aktive Hetero-Frau ist, Analsex nun als ein unerlässlicher Teil seines Sexualrepertoires gilt.“

Für eine reale Zunahme des Analverkehrs würde die Tatsache sprechen, dass die Verfügbarkeit von Informationen über das Internet ein wachsendes Interesse hervorruft, indem Neugier auf neue Sexualpraktiken geweckt wird. Debby Herbenick, Sexualwissenschaftlerin und Autorin einer 2010 durchgeführten umfangreichen Studie zum Sexualverhalten, meinte hierzu:

“Men and women have always enjoyed having anal sex, so we’re not sure why there’s been a sudden increase, but it might have something to do with the Internet, which was in its infancy the last time a survey of this magnitude was conducted.”

„Männer und Frauen haben schon immer Analverkehr genossen. Wir sind also nicht sicher, warum es einen plötzlichen Anstieg gegeben hat, aber es könnte etwas mit dem Internet zu tun haben, welches sich in der Anfangsphase befand, als das letzte Mal [im Jahr 1992] eine Studie dieser Größenordnung durchgeführt wurde.“

#### Statistiken zu bisheriger Erfahrung mit Analverkehr
So berichtet das US-amerikanische Centers for Disease Control and Prevention in einer Studie aus dem Jahr 2006 von einer anhaltenden Zunahme in den letzten Jahren. In einer US-amerikanischen Studie erklärten 16 Prozent der heterosexuellen Jugendlichen, schon mindestens einmal Analverkehr gehabt zu haben. In einer 2010 in den USA durchgeführten Studie hatten in der Altersgruppe 18–19 Jahre 20 % der weiblichen Befragten, in der Altersgruppe der 20–24-Jährigen 40 % Erfahrungen mit Analverkehr. Dies stellt eine Verdoppelung gegenüber der letzten vergleichbaren Umfrage im Jahr 1992 dar.
Nach neueren Studien hatten in den USA 2015 etwa ein Drittel, in Deutschland zirka die Hälfte aller heterosexuellen Paare mindestens einmal Erfahrungen mit Analverkehr. Bei den Befragungen in den USA gaben 13,2 % der Frauen an, in letzter Zeit Analverkehr gehabt zu haben. Nach Studien in Afrika südlich der Sahara ergaben Schätzungen, dass 5 bis 15 % der Jugendlichen damit Erfahrung hatten, 10 bis 20 % in der allgemeinen Bevölkerung im Laufe ihres Lebens und 16 bis 43 % der Prostituierten.
Eine Studie aus dem Jahr 2008, durchgeführt von Forschern der Deutschen Gesellschaft für Sexualforschung und der City University, ergab, dass 49,1 % der Deutschen, unabhängig vom Geschlecht, bereits Erfahrungen mit Analsex gemacht haben.
Die deutsche Zeitschrift Neon befragte junge Erwachsene im Alter von 20 bis 35 Jahren, mit dem Ergebnis, dass 47 % der Männer und 57 % der Frauen angaben, bereits Analverkehr praktiziert zu haben.
Eine Studie in Österreich im Jahr 2006 unter Jugendlichen ergab je nach Region unterschiedliche Anteile: In Wien gaben 52 % der Befragten an, Erfahrungen mit Analverkehr gemacht zu haben, im Burgenland waren es lediglich 37 %. In Deutschland gaben 2007 in einer Umfrage 23 % der Männer und 17 % der Frauen an, schon einmal Analverkehr praktiziert zu haben. Eine 2016 unter heterosexuellen Jugendlichen (15–19 Jahre) in den USA durchgeführte Studie ergab, dass 19 % bereits Erfahrung damit hatten, bei 12-Jährigen hatten bereits 6,5 % Analverkehr praktiziert.

#### Statistiken zu Analverkehr als regelmäßige Sexualpraktik
Es zeichnet sich ab, dass sich Analverkehr auch unter Heterosexuellen inzwischen als normale sexuelle Spielart etabliert hat. Der Anteil der Befragten, die nicht nur über Erfahrungen damit berichten, sondern diesen regelmäßig praktizieren, fällt im Vergleich zu früheren Studien höher aus.
In den USA praktizieren 15 % der heterosexuellen Jugendlichen (15–19 Jahre) ihn regelmäßig, wobei erhebliche Wissenslücken in Bezug auf die Übertragung von HIV bestehen und häufig kein Kondom verwendet wird, so dass gerade bei Teenagern eine unverhältnismäßig hohe Zahl neuer Fälle von HIV und sexuell übertragbaren Infektionen verzeichnet wurde.
Von 350 sexuell erfahrenen weiblichen Jugendlichen im Alter von 12–18 Jahren, die an einer Studie von 2007 in einem städtischen Gesundheitszentrum teilnahmen, gaben 86 % an feste Beziehungen zu haben, 41 % hatten Gelegenheitssex. 6 % der Mädchen mit festen Partnern und 12 % der Mädchen mit Gelegenheitspartnern hatten Analverkehr. Von ersteren entschieden sich 8,5 % und von letzteren 41,2 % für den Analverkehr als „eine Form der Schwangerschaftsverhütung“.

### Geschlechtsspezifische Einstellungen
Die qualitative Sozialforschung beschreibt bei der Kommunikation über Analverkehr Unterschiede bei den Geschlechtern. Männer gehen offener mit dem Thema um, während Frauen das Thema eher tabuisieren und im Gespräch untereinander vermeiden.
Motive der Frauen für den Analverkehr mit einem Mann:
- um einem männlichen Partner zu gefallen
- aus eigenem Wunsch
- als Reaktion auf eine Quid-pro-quo-Situation

Zu den negativen emotionalen Erfahrungen gehörten Schamgefühl und Ekel. Zu den positiven körperlichen Erfahrungen gehörte, dass sie das Gefühl mochten. Viele Frauen sprachen von positiven emotionalen Erfahrungen, es sei sehr intim und etwas, das sie nur besonderen Partnern vorbehalten. Die meisten Episoden waren ungeplant und wurden vor dem Beginn nicht besprochen. In einer Untersuchung von 2015 sagten selbst die Frauen, die den Analverkehr als angenehm empfanden, dass sie vaginalen Geschlechtsverkehr bevorzugten.
Eine Befragung von 20 US-Amerikanerinnen von 2019 im Alter von 18 bis 50 Jahren, die in den letzten drei Monaten Analverkehr mit einem Mann hatten, ergab, dass ihre Absicht von ihrer Einstellung dazu und vom Grad der Kontrolle und des Vertrauens in ihre Partner beeinflusst wurde. Hauptmotivatoren waren der Partner, das eigene Vergnügen, sexuelle Neugier und Experimentierfreude. Die meisten Studienteilnehmerinnen schilderten als anfängliche negative Erfahrungen Schmerzen. Mehrere Frauen beschrieben es als negativ, weil sie nicht zugestimmt hatten oder ihre Zustimmung erzwungen wurde. Viele berichteten aber von nachfolgenden positiven Erfahrungen oder Veränderung im Laufe der Zeit. Die Hälfte gab an, weniger als einmal pro Monat Analverkehr zu haben, nur 15 % berichteten, einmal oder mehrmals pro Woche Analverkehr zu haben. 35 % benutzten dafür immer Kondome, 55 % nie.
Die meisten empfanden die gesellschaftlichen Wertungen in Bezug auf Analverkehr als negativ, jedoch hielten diese vermeintlichen Normen sie nicht vom Analverkehr ab, schienen aber die Bekanntgabe ihres sexuellen Verhaltens im Freundeskreis und gegenüber Ärzten zu unterbinden.
Einige Frauen bevorzugen jedoch den Analverkehr gegenüber dem Vaginalverkehr und haben dabei intensivere sexuelle Empfindungen.
Bei vielen Männern besteht ein prinzipielles Interesse, es wird jedoch gegenüber der Partnerin häufig aus Angst vor Ablehnung nicht angesprochen und umgesetzt. Es gibt die Befürchtung, die Partnerin würde dem Analverkehr prinzipiell ablehnend begegnen oder nur dem Partner zuliebe mitmachen. Rezeptiver Analverkehr ist eine Frage der persönlichen Präferenz, jedoch empfinden viele Menschen ihn als sehr lustvoll.
Die Einstellungen zum Analverkehr scheinen sich zwischen den Geschlechtern anzugleichen: Bei früheren Studien zeigte sich häufig eine stärker positive Einstellung bei Männern. Aktuelle Studien deuten darauf hin, dass die Zahl von Frauen, die Analverkehr in ähnlichem Ausmaß wünschen, ansteigt. Von beiden Geschlechtern wird Analverkehr zunehmend als bereichernde Erweiterung ihres Sexuallebens angesehen.

### Analverkehr in Kunst und Kultur
- In der Philosophie im Boudoir von de Sade lassen sich die Protagonisten über viele Seiten hinweg über das Thema aus.
- Analspielzeug, anale Dehnung und Unterwerfung durch Analverkehr spielen bei Geschichte der O von Pauline Reage eine wesentliche Rolle.
- Im Film Der letzte Tango in Paris aus dem Jahr 1972 kommt es zum Analverkehr zwischen Marlon Brando und Maria Schneider. Dies war die erste explizite Darstellung in einer großen Hollywood-Produktion und sorgte in vielen Ländern für einen Skandal.
- Zwei der bekanntesten Darstellungen von Analverkehr in der modernen Kunst sind Jeff Koons Bilder Red Butt (Distance) und Red Butt (Close Up) aus dem Jahr 1991, die den Künstler beim Analverkehr mit seiner Ehefrau Ilona Staller zeigen.
- Die Autorin Tristan Taormino erzielte einen großen Erfolg mit ihrem Buch Ultimate Guide to Anal Sex for Women. Sie gibt darin Tipps und versucht, gängigen Vorbehalten entgegenzutreten. Das Buch war ein Überraschungserfolg und fand große mediale Beachtung.[104]
- Der Rapper Sido provozierte 2002 mit seinem Arschficksong, in welchem er in drastischer Sprache Analverkehr beschreibt. Das Lied wurde der Bundesprüfstelle für jugendgefährdende Medien vorgelegt, konnte jedoch wegen einer vorhergehenden FSK-16-Freigabe nicht mehr indiziert werden.

## Analverkehr und sexuelle Orientierung

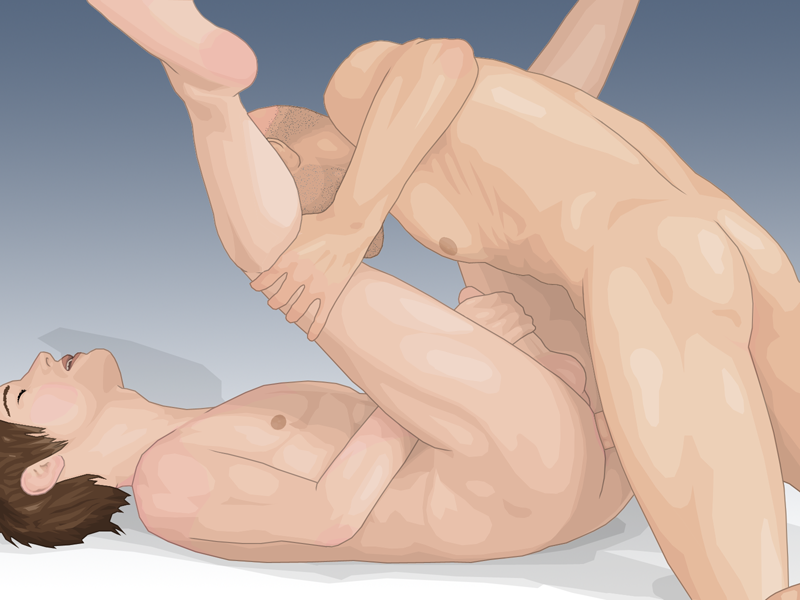
Homosexueller Analverkehr in der Missionarsstellung

Analsex ist bei gleich- wie bei gegengeschlechtlichem Sex Bestandteil des Repertoires. Analverkehr wird sowohl von homo- als auch heterosexuellen Personen prozentual gesehen im gleichen Ausmaß praktiziert. Die Ansicht, Analverkehr werde hauptsächlich zwischen homosexuellen Männern praktiziert, ist daher falsch. In einer Studie von 1999 gab ein Drittel der befragten homosexuellen Männer an, sich entschieden zu haben, nicht regelmäßig Analverkehr zu praktizieren. Die althergebrachte Vorstellung, dass es in gleichgeschlechtlichen Beziehungen zwischen Männern einen aktiven und einen rezeptiven Partner gebe, wobei der Rezeptive als „weniger männlich“ angesehen werde, konnte nicht bestätigt werden. Die meisten Männer, die Analsex hatten, spielten beide Rollen.
Dennoch wird dieses Vorurteil oftmals bedient. In einigen Staaten existieren sogar strafrechtliche Sanktionierungen, die Analverkehr unter Strafe stellen oder zumindest als unerwünscht deklarieren. Diese Gesetze und Vorschriften dienen in der Praxis meist der Abschreckung und Strafverfolgung homosexueller Männer und finden selten Anwendung bei heterosexuellem Analverkehr.

### Länder mit strafrechtlicher Sanktionierung
Im Gegensatz zu Europa und Südamerika (mit Ausnahme von Guyana), wo Analverkehr straffrei ist, sehen viele afrikanische Staaten Strafen für diese Sexualpraktik vor.
England (historisch)Nach dem Buggery Act stand auf Analverkehr seit 1533 die Todesstrafe. Das Strafmaß wurde 1861 in lebenslange Freiheitsstrafe umgewandelt. Seit 1967 ist Analverkehr zwischen Männern in England kein Verbrechen mehr, und seit 2003 unterscheidet das englische Strafrecht nicht mehr zwischen Vaginal- und Analverkehr.
GuyanaDer Criminal Law Offences Act bestraft versuchten Analverkehr in Guyana mit zwei Jahren Haft, Analverkehr selbst wird mit bis zu zehn Jahren Haft geahndet.
IndonesienIn Aceh besteht Strafbarkeit. Ab 2025 ist bundesweit vorehelicher Geschlechts- und Analverkehr sowie Homosexualität in Indonesien strafbar.
IranAnalverkehr zwischen Ehegatten ist straffrei. Vorehelicher Geschlechts- und Analverkehr ist strafbar. Homosexualität wird im Iran mit  der Todesstrafe bestraft.
JamaikaArtikel 76 des Offenses against the Person Act ahndet schwulen Sex in Jamaika nach einem Gesetz aus der britischen Kolonialzeit als „das abscheuliche Verbrechen der Sodomie“ (the abominable crime of buggery) mit bis zu zehn Jahren Gefängnis, verbunden mit schwerer Zwangsarbeit, siehe Homosexualität in Jamaika.

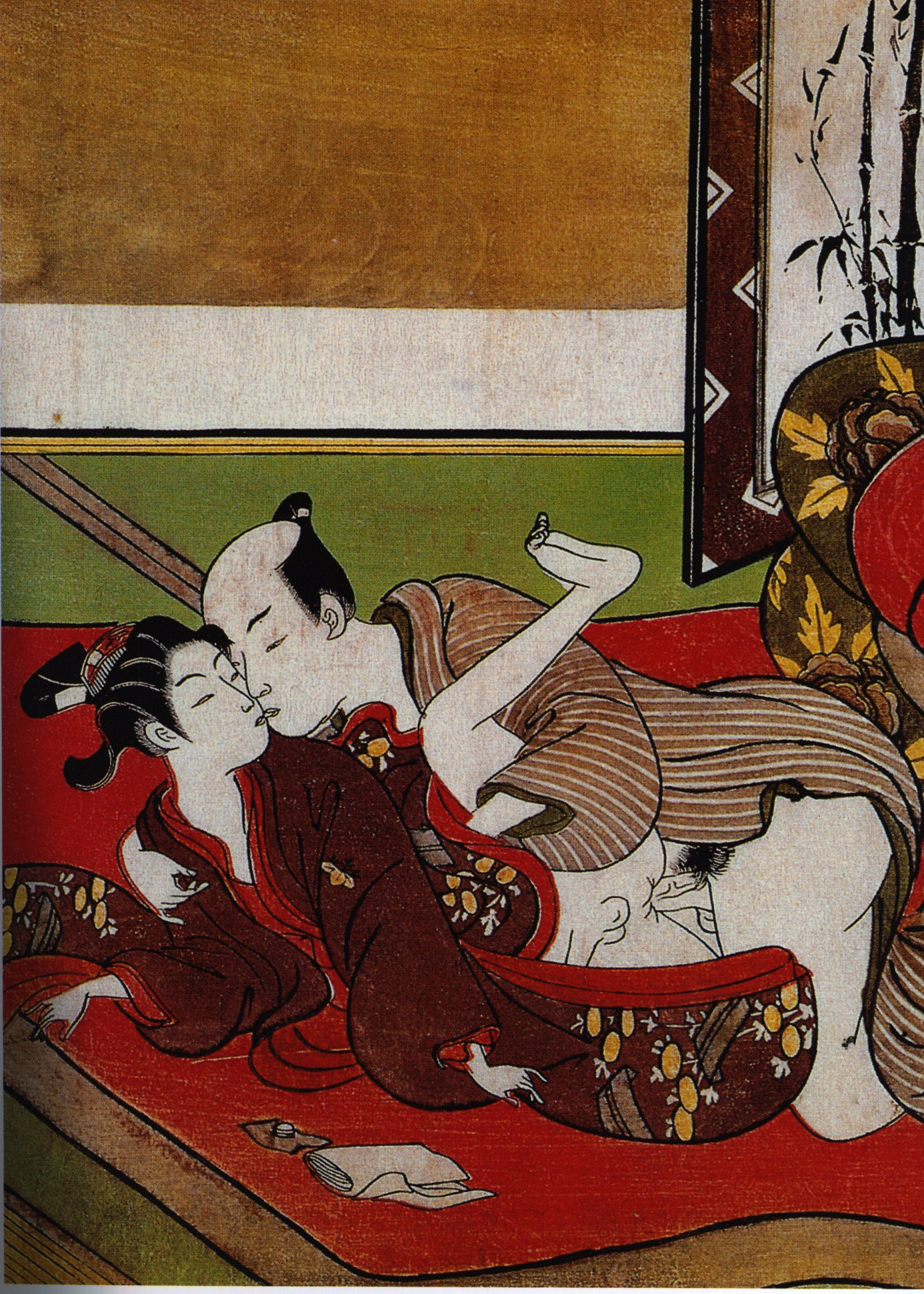
Suzuki Harunobu, Shunga

Japan Analverkehr wurde 1873 verboten, dieses Gesetz wurde jedoch im Jahr 1880 wieder zurückgenommen, siehe Homosexualität in Japan.
KanadaWährend das allgemeine Schutzalter für sonstige hetero- und homosexuelle Handlungen 16 Jahre beträgt, ist Analverkehr (hetero- wie homosexuell) nur dann legal, wenn beide Partner mindestens 18 Jahre alt sind.
Kirgisistan (historisch)In Kirgisistan konnte der Analverkehr bis 2002 mit bis zu 20 Jahren Haft bestraft werden. Verurteilungen nach diesem Gesetz waren selten.
Saudi-ArabienIn Saudi-Arabien ist Analverkehr zwischen Mann und Frau verboten und kann mit Gefängnis, Geldstrafen und für den Mann mit Peitschenhieben geahndet werden. Auf Homosexualität in Saudi-Arabien steht die Todesstrafe.
Singapur (historisch)In Singapur war früher Analverkehr ebenso wie Oralverkehr verboten. Darauf konnten bis zu zehn Jahre Haftstrafe stehen oder ein Bußgeld in der Höhe von umgerechnet 10.000 Euro. Diese Praktiken wurden allerdings für heterosexuelle Paare 2007 und für gleichgeschlechtliche 2022 legalisiert, siehe Homosexualität in Singapur.
Vereinigte Staaten (historisch)In den US-Bundesstaaten Arkansas, Kansas, Missouri, Oklahoma und Texas bestand bis 2003 ein generelles gesetzliches Verbot der Ausübung von Analverkehr.
In zwölf weiteren Bundesstaaten war Analverkehr zwischen gleichgeschlechtlichen Partnern verboten. Allerdings waren Verurteilungen in der Praxis äußerst selten, etwa für Missbrauch von Minderjährigen – was zwar ohnehin nach anderen Gesetzen zu bestrafen wäre, in diesen Fällen aber einer doppelten Bestrafung unterlag. Nach einem Beschluss des Obersten Gerichtshofes der Vereinigten Staaten aus dem Jahr 2003 im Fall Lawrence v. Texas sind solche Rechtsbestimmungen nichtig. (→ Chronologie der Sodomiegesetze in den Vereinigten Staaten)